# 1788 en France
avant 1789
Chronologie de la France
- 1784
- 1785
- 1786
- 1787
- 1788
- 1789
- 1790
- 1791
- 1792

Cette page concerne l’année 1788 du calendrier grégorien.

## Événements
- Hiver doux. Printemps frais. Échaudage des blés en mai-juin. Récolte catastrophique. Un orage de grêle d’une force exceptionnelle ravage toutes les campagnes céréalières entre Loire et Rhin le 13 juillet. La sécheresse sévit dans les régions méridionales. Vendanges précoces, le 18 septembre à Dijon[1]. Certains auteurs estiment que cette météo a pu encourager la Révolution française.
- 19 février : création de la Société des amis des Noirs par Brissot, pour l’abolition de l’esclavage[2].
- 1er mars : remontrances du Parlement de Toulouse sur l’édit du mois d’octobre 1787 portant prorogation du second vingtième[3] ; il est enregistré par lit de justice le 10 mars en présence du comte de Périgord[4].
- 3 mai : le Parlement de Paris, qui se sent menacé de suppression par le gouvernement, prend les devants et par un arrêté qui expose les lois fondamentales de la monarchie et fait des corps intermédiaires liés à la société d’ordres le caractère essentiel de la constitution monarchique[5].
- 5 mai : les représentants du clergé de France refusent l'instauration de la cour plénière et affirment que l'impôt nécessite l'accord des trois états[6].
- 5 - 6 mai : le marquis d’Agoult, capitaine des gardes, tente d'arrêter en pleine séance les conseillers d’Epremesnil et Montsabert. Protégés par leurs confrères, ils parviennent à s'enfuir mais se livrent le lendemain[7], [8].
- 8 mai : un lit de justice tenu à Versailles impose les réformes judiciaire et politique du garde des sceaux Lamoignon, tandis que les gouverneurs de province tiennent des lits de justice dans toutes les cours souveraines. 47 tribunaux de grand bailliage, remplacent les Parlements[7]. Ils doivent appliquer un nouveau code d’instruction criminelle qui supprime la « question préalable », torture précédant l’exécution afin d'obtenir le nom des complices du condamné. L’enregistrement des lois passe à une cour plénière dont les membres sont choisis par le roi. Elle se réunit le 9 mai, mais de nombreuses personnalités refusent d’y siéger. Les Parlements résistent à leur mise en vacances et sont soutenus par des émeutes populaires à Paris (19 juin), Toulouse et Rennes.

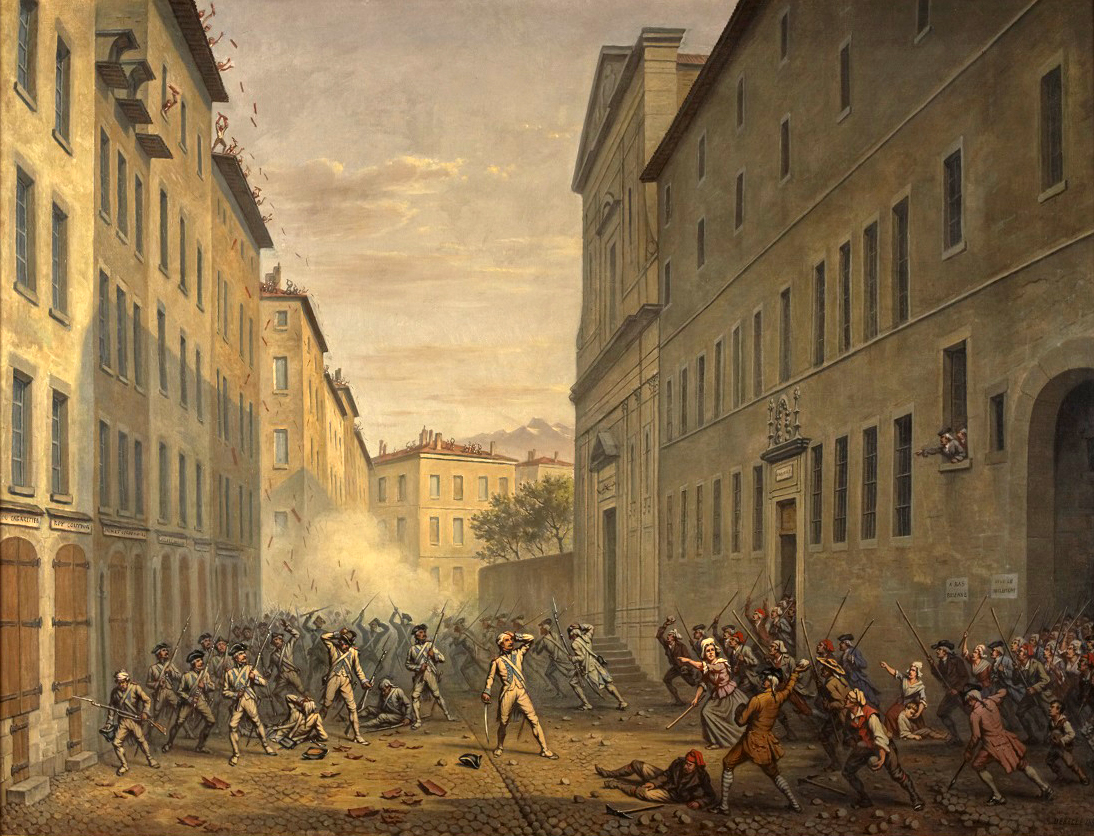
La Journée des Tuiles du 7 juin 1788 par Alexandre Debelle,
(musée de la Révolution française).

- 7 juin :  « journée des Tuiles » à Grenoble, en soutien du Parlement du Dauphiné et pour le maintien de ses privilèges[9]. Le gouverneur de Dauphiné veut disperser les parlementaires avec des troupes, ce qui déclenche une émeute faisant trois morts.
- 9 juin : partie de Pondichéry le 22 juillet 1787, l’ambassade de Tipû Sâhib, première mission diplomatique envoyée par un prince indien à une puissance européenne, arrive à Toulon[10].
- 14 juin : les notables grenoblois des trois ordres se réunissent à l’Hôtel de Lesdiguières pour réunir sans autorisation royale les états généraux du Dauphiné[11].
- 15 juin :
  - les remontrances du clergé sont présentées au roi[12]. L’assemblée du clergé, réunie du 5 mai au 5 août, refuse d’entériner les reformes du 8 mai et condamne l’octroi de droits civils aux non-catholiques.
  - Mémoire pour la nation juive portugaise, rapport remis à l’intendant de Guyenne Dupré Saint-Maur pour Malesherbes sur la « question juive », réalisé avec par les Juifs de Bordeaux avec l’aide de Moïse de Samuel Gradis. Une commission de huit Juifs de France expose ses désirs sociaux et professionnels[13].
- 2 et 15 juillet : l’Assemblée du clergé accorde au roi un don gratuit extraordinaire de 1 800 000 livres[14].
- 5 juillet : Loménie de Brienne décide de convoquer les États généraux[9]. Il institue en pratique la liberté d’expression.
- 13 juillet : un orage de grêle traverse la France dévastant villes et villages et détruisant les récoltes de blé et de lin[15]. La disette amène la misère et la faim. Chrétien François de Lamoignon, garde des Sceaux en 1787, soumet au roi Louis XVI un mémoire alarmant sur la situation où il annonce des lendemains dangereux pour le pays.

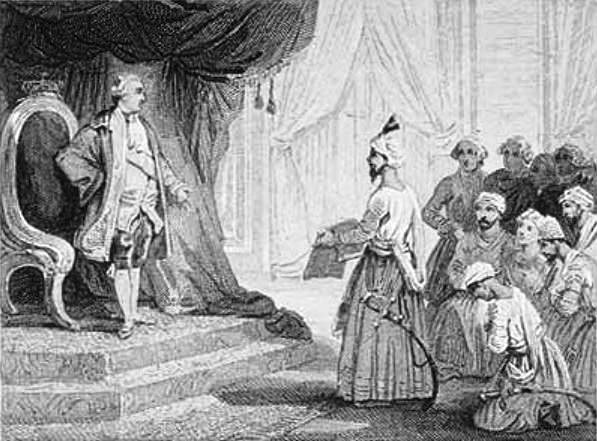
Louis XVI recevant les ambassadeurs de Tipu Sultan venus solliciter son aide contre les Anglais, dans le salon d’Hercule, le 10 août 1788, Émile Wattier, vers 1850

- 16 juillet : les trois ambassadeurs de Tipû Sâhib arrivent à Paris. Ils sont reçus par Louis XVI et la cour à Versailles le 10 août. Ils quittent Paris le 9 octobre puis s’embarquent à Brest le 17 novembre sur la frégate, la Thétis, avant de rejoindre Pondichéry le 11 mai 1789[16].
- 21 juillet : Réunion des états généraux du Dauphiné à Vizille[9]. Les Dauphinois, qui réclament le rétablissement de leurs États provinciaux, envoient leurs délégués au château de Vizille. L’assemblée se déclare représentative et réclame la convocation des États du Dauphiné avec doublement du tiers. Les nouveaux États se réunissent à Romans le 10 septembre dans l’église du couvent des Cordeliers sous la présidence de Lefranc de Pompignan, archevêque de Vienne[11].
- 8 août : un arrêt du conseil du Roi fixe la réunion des États généraux pour le 1er mai 1789[9], [17].
- 16 août : proclamation de la banqueroute financière de l’État. Suspension du paiement des capitaux et des rentes, tout paiement de gages et appointements se fait à 50 % en papiers d’État[18].
- 25 août : démission du ministre Loménie de Brienne devant la banqueroute de l’État[9].
- 26 août : rappel de Necker aux finances[9]. Il reprend les paiements de l’État (14 septembre) et rappelle les Parlements (23 septembre).
- 29 août : après la démission de Brienne, des fêtes spontanées ont lieu à Paris qui dégénèrent en émeutes et sont réprimées violemment, notamment ce 29 août[17].
- 4 septembre et 16 octobre : les administrateurs de la Caisse d’Escompte prêtent au gouvernement deux fois 15 millions de livres, et encore 25 millions de livres en janvier 1789, 10 millions en avril 1789. Necker emprunte également 7 millions aux notaires de Paris et 7,6 millions à la loterie royale[18].
- 7 septembre : arrêt du roi qui suspend toute exportation des grains[19].
- 17 septembre : renvoi de Lamoignon.
- 21 septembre : le Parlement de Paris réclame les procédures de 1614 aux États généraux[20].
- 24 septembre : le renvoi de Lamoignon a provoqué des manifestations festives qui ont évolué en émeutes causant des affrontements dont le plus violent eut lieu ce 24 septembre où 50 à 80 personnes sont mortes[17].
- 6 novembre-12 décembre : seconde Assemblée des notables, convoquée par le roi le 5 octobre, pour traiter quelques questions préliminaires sur l’organisation des États. L’Assemblée refuse le doublement du tiers état[21]. Passant outre, Louis XVI décide le 27 décembre le doublement du tiers état, qui aura autant de députés que les deux autres ensemble (noblesse et clergé)[18].
- 11 novembre : à Falaise, en Normandie, 2000 ouvriers brûlent une machine à filer le coton[22].
- 15 décembre : Loménie de Brienne est nommé cardinal et se rend à Rome pour les deux années à venir.
- 27 décembre : Necker réussit à obtenir le doublement du Tiers état aux États généraux[23].
- 29 décembre : l’assemblée municipale de Marseille réclame l’augmentation du nombre des élus du tiers état et le vote par tête aux États généraux[24].